# هكتور هيريرا
هكتور هيرارا (بالإسبانية: Héctor Herrera)‏؛ مواليد 19 أبريل 1990 في تيخوانا، المكسيك، هو لاعب كرة قدم مكسيكي يلعب لأتلتيكو مدريد ومنتخب المكسيك لكرة القدم كلاعب وسط. سبق له أن لعب في كأس العالم لكرة القدم مع منتخب بلاده. فاز بميدالية أوليمبية في مسابقة كرة القدم. بدأ هكتور هيرارا مسيرته الرياضية عام 2007.

## أهدافه الدولية
| #  | التاريخ         | المكان                                                 | الخصم            | الهدف | النتيجة | المسابقة                    |
| -- | --------------- | ------------------------------------------------------ | ---------------- | ----- | ------- | --------------------------- |
| 1  | 4 سبتمبر 2015   | ملعب ريو تينتو، ساندي، الولايات المتحدة                | ترينيداد وتوباغو | 3–3   | 3–3     | ودية                        |
| 2  | 9 سبتمبر 2015   | ملعب دالاس كاوبويز، أرلينغتون، الولايات المتحدة        | الأرجنتين        | 2–0   | 2–2     | ودية                        |
| 3  | 13 نوفمبر 2015  | ملعب أزتيكا، مكسيكو سيتي، المكسيك                      | السلفادور        | 2–0   | 3–0     | تصفيات كأس العالم 2018      |
| 4  | 5 يونيو 2016    | ملعب ستيت فارم، غلانديل (أريزونا)، الولايات المتحدة    | الأوروغواي       | 3–1   | 3–1     | كوبا أمريكا المئوية         |
| 5  | 6 أوكتوبر 2017  | ملعب ألفونسو لاستراس، مدينة سان لويس بوتوسي، المكسيك   | ترينيداد وتوباغو | 3–1   | 3–1     | تصفيات كأس العالم 2018      |
| 6  | 11 أوكتوبر 2019 | ملعب برمودا الوطني، أبرشية ديفونشاير، برمودا           | برمودا           | 5–1   | 5–1     | دوري أمم الكونكاكاف 2019–20 |
| 7  | 3 يوليو 2021    | مدرج لوس أنجلوس التذكاري، لوس أنجلوس، الولايات المتحدة | نيجيريا          | 1–0   | 4–0     | ودية                        |
| 8  | 3 يوليو 2021    | مدرج لوس أنجلوس التذكاري، لوس أنجلوس، الولايات المتحدة | نيجيريا          | 3–0   | 4–0     | ودية                        |
| 9  | 29 يوليو 2021   | ملعب أن آر جي، هيوستن، الولايات المتحدة                | كندا             | 2–1   | 2–1     | كأس الكونكاكاف الذهبية 2021 |
| 10 | 16 نوفمبر 2021  | ملعب الكومنولث، إدمونتون، كندا                         | كندا             | 1–2   | 1–2     | تصفيات كأس العالم 2022      |

## روابط خارجية
- هكتور هيريرا على موقع الاتحاد الدولي (مؤرشف)  (الإنجليزية)
- هكتور هيريرا على موقع الاتحاد الأوربي (الإنجليزية)
- هكتور هيريرا على موقع الدوري الأمريكي (الإنجليزية)
- هكتور هيريرا على موقع قاعدة بيانات كرة القدم.إي يو (الإنجليزية)
- هكتور هيريرا على موقع ليكيب (الفرنسية)
- هكتور هيريرا على موقع ناشيونال فوتبول تيمز (الإنجليزية)
- هكتور هيريرا على موقع Soccerway.com (الإنجليزية)
- هكتور هيريرا على موقع عالم كرة القدم.نت (الإنجليزية)
- هكتور هيريرا على موقع اللجنة الأولمبية الدولية (الإنجليزية)
- هكتور هيريرا على موقع أوليمبيديا (الإنجليزية)